# Ljetnikovac Pija IV.
Ljetnikovac Pija IV. (Villa Pia) je patricijska vila u Vatikanu koja je trenutačno dom Papinske akademije znanosti, Papinske akademije društvenih znanosti i Papinske akademije sv. Tome Akvinskog. Zgradu je u Vatikanskim vrtovima počeo graditi papa Pavao IV. u proljeće 1558. Nakon smrti Pavla IV. zgrada još nije bila dovršena pa je novi papa Pio IV. 1559. zadaću da je dovrši i preuredi povjerio talijanskom arhitektu Pirru Ligoriu koji ju je dovršio 1562. godine. Papa Pio IX., osnivač Papinske akademije znanosti, učinio je ljetnikovac sjedištem akademije 1936. godine.